# Vauxbons
Vauxbons település Franciaországban, Haute-Marne megyében. Lakosainak száma 53 fő (2022. január 1.). Vauxbons Ormancey, Rochetaillée, Saint-Loup-sur-Aujon, Ternat és Voisines községekkel határos.

## Népesség
A település népessége az elmúlt években az alábbi módon változott:
| Lakosok száma | 65   | 50   | 50   | 61   | 59   | 59   | 60   | 56   | 55   | 53   |
|               | 1968 | 1982 | 1990 | 2006 | 2013 | 2015 | 2017 | 2019 | 2020 | 2022 |